# China Steel

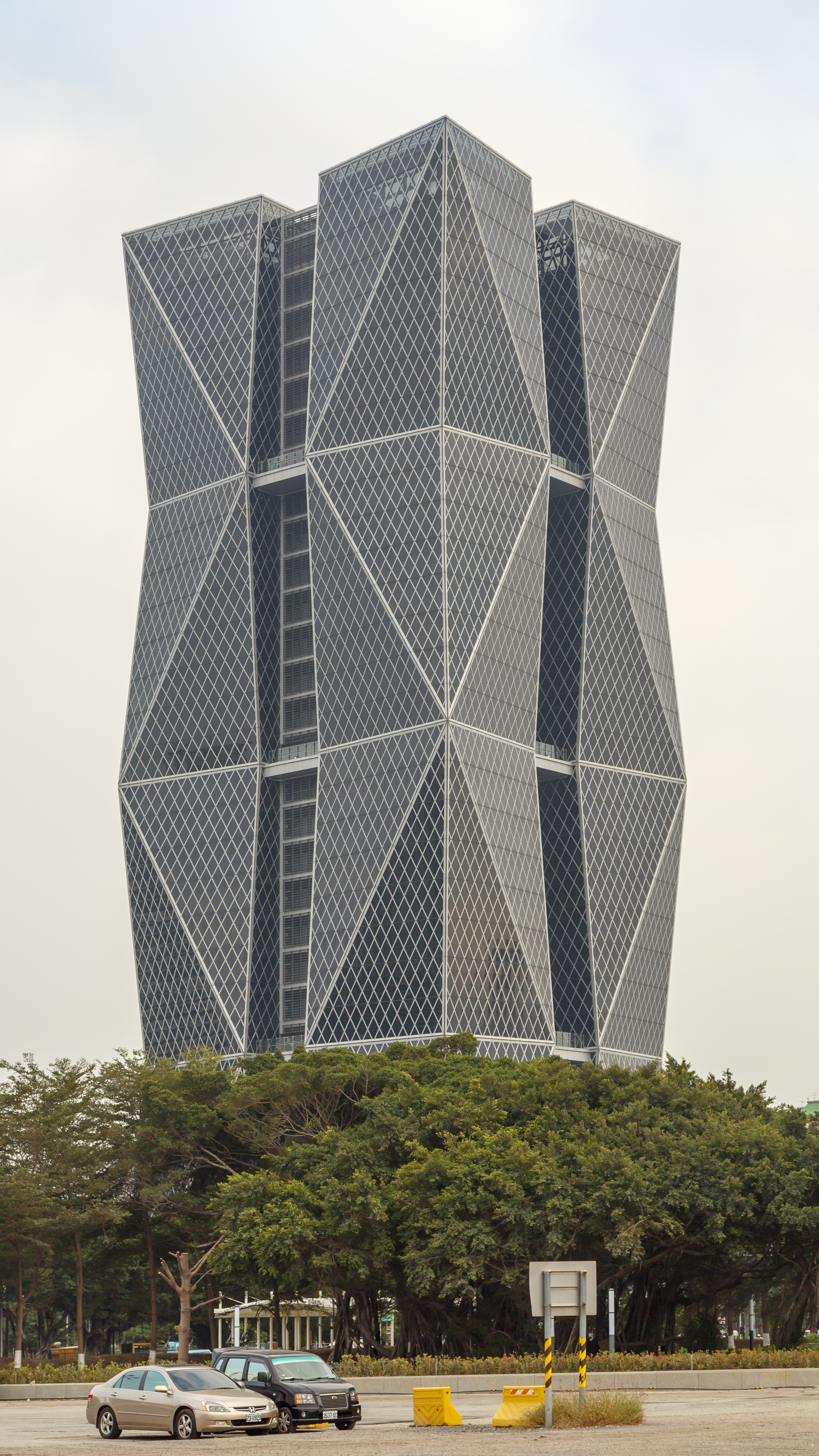
Firmensitz China Steel Corporation in Kaohsiung

Die China Steel Corporation (CSC; chinesisch 中國鋼鐵公司)
ist der größte Stahlhersteller in Taiwan. 2017 produzierte CSC 15 Mio. Tonnen Stahl. Außerdem ist der Konzern im Stahl- und Anlagenbau und als Hersteller von Aluminium und anderen Materialien international tätig.
Der Sitz und die Verwaltungszentrale befindet sich in der Stadt Kaohsiung.

## Firmengeschichte
Die Gründung erfolgte im Dezember 1971. Dazu wurde in Kaohsiung ein Stahlwerk aufgebaut, das 1977 schon 1,5 Millionen Tonnen Rohstahl produzierte. Ab 1977 war es ein staatliches Unternehmen, wurde aber 1995 wieder privatisiert.
Erweiterungen des Werks fanden 1982, 1988 und 1997 statt (dann 8 Mio. t).
Schon 1978 entstand die Stahlbaufirma, und etliche weitere Firmen in der Branche wurden in Folge gegründet oder akquiriert, so 2001 die Taiwan Machinery Company, wo heute der Hauptsitz der Gruppe ist. In den mittleren 1990ern, im Zuge der Privatisierung, wurde der Konzern in der heutigen Form gestaltet. Größter Gesellschafter der Mutterfirma ist aber noch immer das Wirtschaftsministerium (MOEA, chinesisch 中華民國經濟部).
Ab 2004 gibt es Niederlassungen in Malaysia, dann auch Vietnam, Indien und China.
Insgesamt hat der Konzern heute über 30 Niederlassungen (Werke und Büros), unter anderem in Italien und den USA.
Im Jahr 2017 war CSC der zweiundzwanzigstgrößte Stahlhersteller der Welt.

## Unternehmensstruktur
Folgende Unternehmen gehören zu den Sparten der CSC-Gruppe:
Stahl:
- China Steel Corporation (CSC), Kaohsiung-Qianzhen
- Chung Hung Steel Corporation (CHSC), Kaohsiung-Chiao Tou District, Walzwerk – ursprünglich Yieh Loong Enterprise Co., Ltd., 1983 gegründet, seit 2000 29-%-Beteiligung, 2004 umbenannt
- Dragon Steel Corporation (DSC), Taichung-Longjing, Spezialstähle – ursprünglich Kuei-Yi Industrial Co., Ltd., 1993 gegründet, 2004 umbenannt, 2008 akquiriert
- CSC Steel Sdn. Bhd. (CSCM), Melaka, Malaysia, Stahl- und Walzwerke – ursprünglich Ornasteel Enterprise Corporation (M) Sdn. Bhd. und Group Steel Corporation (M) Sdn. Bhd., 2004 akquiriert, 2008 umbenannt
- China Steel Sumikin Vietnam Joint Stock Company (CSVC), My Xuan (Tan Thanh District), Vietnam, Qualitätsstähle – Joint Venture mit Nippon Steel & Sumitomo Metal, Sumitomo, Nippon Steel & Sumikin Bussan, Formosa Ha Tinh Steel, Hsin Kuang Steel und Chun Yuan Industry
- China Steel Corporation India Pvt. Ltd. (CSCI), Vadodara (Gujarat), Indien, Siliziumstähle – 2011 gegründet

Ingenieurswesen:
- China Steel Structure Co. (CSSC), Kaohsiung-Yanchao, Metall-Hochbau – 1978 gegründet, 33 % Firmenanteil
- China Ecotek Corp. (CEC), Kaohsiung-Qianzhen, Verfahrenstechnologien – 1993 gegründet
- InfoChamp Systems Corp. (ICSC), Kaohsiung-Qianzhen und Wuhan, Informations- und Elektrotechnik – 2000 gegründet
- China Steel Machinery Corp. (CSMC), Kaohsiung-Hsiao Kang, Anlagenbau – 2001 durch Übernahmen aus der Taiwan Machinery Manufacturing Corp. entstanden, 74-%-Beteiligung

Materialien:
- China Steel Chemical Corp. (CSCC), Kaohsiung-Qianzhen, Chemische Industrie und Carbonmaterialien – 1989 gegründet, seit 1998 börsennotiert
- CHC Resources Corp. (CSR), Kaohsiung-Qianzhen, Forschung und Entwicklung zur Stahlherstellung – Joint Venture 1999 mit Taiwan Cement, Asia Cement und anderen
- C.S. Aluminium Corp. (CSAC), Kaohsiung-Hsiao Kang, Aluminiumwerke – 1996 aus der Aluminium Production Division der CSC und der Taiwan Aluminium Corp. entstanden
- HIMAG Magnetic Corp., Ping Tun-Neu-Pu Industrial Dist., Magnetstähle – 1991 gegründet
- Changzhou China Steel Precision Materials Corp. (CSPM), Changzhou-Wujin Economic Development Zone (Jiangsu), China – Spezialstahl-Walzwerk – 70-%-Übernahme 2011 von Changzhou Xinzhong Precision Alloy Forging Products Co., Ltd

Handel und Logistik betreiben die eigene Frachtreederei China Steel Express Corp. (CSE) und Logistik-Abteilung der Gruppe China Steel Global Trading Corp. (CSGT).
Außerdem bestehen im Bereich Dienstleistung und Investition Gains Investment Corp. (GIC), China Steel Security Corp. (GIC) für Sicherheitssysteme, China Prosperity Development Corp. (CPDC) für Standortentwicklung und ChinaSteel Management Consulting Corp. (GIC) für die Konzernorganisation.